# Avril 1823

## Événements
- 5 avril : bataille d'Ochomogo au Costa Rica : les Républicains l'emportent sur les Impérialistes. Le pays rejoint la fédération d'Amérique Centrale et se sépare définitivement du Mexique.
- 7 avril : expédition d'Espagne[1]. Après le congrès de Vérone (octobre-décembre 1822), sur les instances de Chateaubriand, les « cent mille fils de Saint Louis », venus de France, parviennent facilement à rétablir l’absolutisme en Espagne. Deux corps d’armée se détachent, l’un vers la Catalogne, l’autre vers les Asturies, destiné à opérer de façon presque autonome. Le gros des troupes descend vers Madrid, puis Cadix, où le roi et les Cortes se sont réfugiés. Cadix est assiégée. Les maréchaux Moncey, Oudinot et Victor poursuivent l’armée insurgée et obtiennent sa capitulation après la prise du Fort du Trocadéro le 31 août.
- 17 avril : réunion de l’Assemblée constituante du Brésil, convoquée le 3 juin 1822. Des conflits naissent entre l’empereur et la Constituante (faut-il que l’empereur sanctionne les lois votés par le Parlement?). L’assemblée est dissoute le 12 octobre. Des députés sont arrêtés, dont José Bonifacio qui s’exile en France jusqu’en 1829.

## Naissances
- 7 avril : Jules Hoüel (mort en 1886), mathématicien français.
- 13 avril : Oscar Xavier Schlömilch (mort en 1901), mathématicien allemand.
- 16 avril : Gotthold Eisenstein (mort en 1852), mathématicien allemand.
- 29 avril : Joseph-Alfred Foulon, cardinal français, archevêque de Lyon († 23 janvier 1893).

## Décès
- 7 avril : Jacques Charles, chimiste français, « inventeur » du ballon à gaz